# Sistemismo
El sistemismo es una corriente filosófica desarrollada por el filósofo argentino Mario Bunge que establece que todo es un sistema o un componente de un sistema.
Para Bunge todas las ciencias, salvo la física, estudian sistemas de alguna clase, la biología estudia biosistemas, la sociología sociosistemas y la tecnología tecnosistemas.

## Características
La concepción sistemista de Mario Bunge, si bien divisible en 10 tipos de sistemismo, tiene dos aspectos principales, uno ontológico y otro gnoseológico. 

### Aspectos ontológicos
El sistemismo ontológico que Bunge defiende postula que el mundo es un sistema de sistemas, es decir que toda cosa concreta es un sistema o un componente de algún sistema. Un sistema es, en efecto, un objeto complejo estructurado, cuyas partes están relacionadas entre sí por medio de vínculos (estructura) pertenecientes a un nivel determinado. Además, los sistemas se caracterizan por poseer propiedades globales (emergentes o sistémicas) que sus partes componentes no poseen.
Por ejemplo, en el nivel microfísico, un átomo es un sistema compuesto por protones, neutrones y electrones vinculados por fuerzas físicas (nucleares y electromagnéticas). Una sociedad humana, en cambio, es un sistema compuesto por personas y diversos subsistemas sociales unidos entre sí por vínculos de varios tipos: biológicos, políticos, económicos, etc.
Sin embargo, Bunge reconoce que los sistemas físicos son los únicos que pueden estar compuestos por cosas que no son sistemas. tales como partículas elementales y cuantos de campo. Aun así, las cosas que no constituyen sistemas son componentes de alguno y todo sistema es un subsistema de un sistema (excepto el Universo, que, si bien es un sistema, no es componente de ningún otro sistema), de ahí que no incluya a la física dentro de las ciencias que estudian sistemas de alguna clase.
Para Bunge, la cosmología sistémica es una especie de síntesis de paradigmas cosmológicos como el holismo, el jerarquismo, el tychismo, el dinamismo, la dialéctica, el atomismo y el mecanicismo.

### Aspectos gnoseológicos
Al poseer la gnoseología sistémica raíces ontológicas, no se desarrolla independiente de su ontología. Gnoseológicamente, el sistemismo exige que, puesto que el mundo es un sistema, el conocimiento de él también debe serlo; exige, además, la combinación de las estrategias top-down o microrreductiva y bottom-down o macrorreductiva, debido a que al estar las totalidades constituidas por componentes que interactúan entre sí el comportamiento de cada uno de estos últimos sólo puede ser comprendido en relación con los otros y su contribución a la totalidad.

#### El Enfoque CESM
Una consecuencia gnoseológica del sistemismo ontológico de Bunge es que para conocer un sistema, sea este físico, químico, biológico, psicológico o social, resulta conveniente aplicar el enfoque CESM. En otras palabras, la investigación de un sistema concreto requiere la construcción de un modelo que consiste en la descripción de la composición (C), el entorno (E), la estructura (S) y el mecanismo (M) del sistema.
- La composición de un sistema es la colección de sus partes (protones, neutrones y electrones en el sistema atómico; personas, empresas, clubes y barra de amigos en el sistema social) y se las llama componentes.
- El entorno es la colección de cosas que modifican a los componentes del sistema o que resultan modificados por ellos, pero que no pertenecen a la composición (fotones que excitan al átomo de interés y el trigo que el hombre convierte en pan).
- La estructura es la colección de relaciones o vínculos que establecen los componentes. Los vínculos que se dan entre los componentes de un sistema constituyen la endoestructura, mientras que los establecidos entre los componentes y elementos del entorno conforman la exoestructura del sistema.
- El mecanismo es la colección de procesos que se dan dentro de un sistema y que lo hacen cambiar en algún aspecto (el mecanismo de radiación electromagnética de un átomo es un proceso en el que un electrón cambia de estado de energía, el comercio es un mecanismo económico de los sistemas sociales humanos). Más precisamente, si bien el conocimiento de un sistema concreto radica en la descripción de los cuatro aspectos mencionados, la explicación científica del comportamiento del mismo la brinda la descripción de su(s) mecanismo(s), es decir de los procesos de los cuales resultan la emergencia, la estabilidad, el cambio y la desintegración de un sistema.

### Carácter emergente
Puesto que un sistema se caracteriza por poseer propiedades que sus componentes no poseen (vale decir, propiedades globales o emergentes), el sistemismo de Bunge es también emergentista. En otras palabras, la ontología bungeana es monista con respecto a la sustancia y pluralista respecto de las propiedades. Dicho de otro modo, todo lo que existe es material, pero las propiedades de los existentes son diversas: las hay físicas, químicas, biológicas, psicológicas y sociales. Estas propiedades emergentes de los sistemas materiales (o concretos) permiten distinguir diferentes niveles ontológicos (físico, químico, biológico, etc.) relacionados por una multitud de procesos, pero irreducibles unos a otros.

## El sistemismo en el problema de la fragmentación del conocimiento
Bunge conceptualiza a la fragmentación de la ciencia como "la división excesiva de la tarea científica" caracterizada por una "cultura de especialistas", cada uno con su propia perspectiva fragmentaria, considerando "deseable" la unidad de la ciencia y de todo el conocimiento para lo cual identifica medios para hacerlo posible, entre ellos:
- La construcción de interdisciplinas por ser campos de investigación que se superponen parcialmente con dos o más disciplinas. El uso de una lógica única y del mismo método básico en todas las ciencias hizo posible su unidad antes que la emergencia de las interdisciplinas.

- El empleo de la matemática como pegamento interdisciplinario, ya que no posee ningún "compromiso ontológico".

- El uso de la filosofía, al compartir todas las ciencias fácticas conceptos filosóficos comunes (cosa, sistema, propiedad de una cosa, estado de una cosa, cambio en el estado de una cosa, posibilidad, causación, azar, espacio, tiempo, ley, conocimiento, observación, experimento, dato, hipótesis, teoría, consecuencia lógica, prueba empírica, plausibilidad, verdad y error)